# Turniej o Srebrny Kask 2019
Turniej o Złoty Kask 2019 – 58. edycja turnieju, corocznie organizowanego przez PZMot. Rozegrano trzy turnieje eliminacyjne oraz finał, który odbył się 12 września 2019 roku w Grudziądzu oraz zwyciężył Dominik Kubera.

## Wyniki
- Grudziądz, 12 września 2019
- Sędzia: Tomasz Fiałkowski
- NCD: Dominik Kubera – 68,81 w wyścigu 17

| Msc. | Zawodnik              | Klub         | Pkt  |             |  |
| ---- | --------------------- | ------------ | ---- | ----------- |  |
| 1    | Dominik Kubera        | Leszno       | 14+3 | (3,3,2,3,3) |  |
| 2    | Michał Gruchalski     | Częstochowa  | 14+2 | (3,2,3,3,3) |  |
| 3    | Wiktor Lampart        | Lublin       | 11   | (1,3,2,3,2) |  |
| 4    | Bartosz Smektała      | Leszno       | 10   | (2,d,3,2,3) |  |
| 5    | Patryk Rolnicki       | Grudziądz    | 10   | (3,2,1,1,3) |  |
| 6    | Robert Chmiel         | Rybnik       | 10   | (2,1,3,3,1) |  |
| 7    | Wiktor Trofimow       | Lublin       | 10   | (2,3,2,1,2) |  |
| 8    | Jakub Miśkowiak       | Częstochowa  | 7    | (0,3,2,2,0) |  |
| 9    | Szymon Szlauderbach   | Leszno       | 7    | (2,2,1,0,2) |  |
| 10   | Patryk Wojdyło        | Wrocław      | 6    | (w,0,3,2,1) |  |
| 11   | Igor Kopeć-Sobczyński | Toruń        | 6    | (1,2,0,2,1) |  |
| 12   | Rafał Karczmarz       | Gorzów Wlkp. | 5    | (3,1,0,1,0) |  |
| 13   | Przemysław Liszka     | Wrocław      | 5    | (1,1,1,1,1) |  |
| 14   | Norbert Krakowiak     | Zielona Góra | 2    | (0,0,0,0,2) |  |
| 15   | Michał Curzytek       | Poznań       | 2    | (w,1,1,u,0) |  |
| 16   | Tomasz Orwat          | Bydgoszcz    | 1    | (1,0,0,d,0) |  |
| 17   | Maksym Drabik         | Wrocław      | 0    | (w,-,-,-,-) |  |
| 18   | Marcin Kościelski     | Ostrów Wlkp. |      | (ns)        |  |

Bieg po biegu
1. [70,37] Rolnicki, Smektała, Kopeć-Sobczyński, Wojdyło (w)
2. [70,03] Gruchalski, Szlauderbach, Orwat, Krakowiak
3. [68,97] Kubera, Chmiel, Liszka, Miśkowiak
4. [69,19] Karczmarz, Trofimow, Lampart, Curzytek (w)
5. [70,97] Miśkowiak, Kopeć-Sobczyński, Karczmarz, Krakowiak
6. [69,89] Kubera, Szlauderbach, Curzytek, Wojdyło
7. [69,93] Lampart, Gruchalski, Chmiel, Smektała (d)
8. [69,77] Trofimow, Rolnicki, Liszka, Orwat
9. [70,52] Chmiel, Trofimow, Szlauderbach, Kopeć-Sobczyński
10. [70,04] Wojdyło, Lampart, Liszka, Krakowiak
11. [69,30] Smektała, Miśkowiak, Curzytek, Orwat
12. [69,66] Gruchalski, Kubera, Rolnicki, Karczmarz
13. [70,81] Gruchalski, Kopeć-Sobczyński, Liszka, Curzytek (u)
14. [71,15] Chmiel, Wojdyło, Karczmarz, Orwat (d)
15. [69,19] Kubera, Smektała, Trofimow, Krakowiak
16. [70,37] Lampart, Miśkowiak, Rolnicki, Szlauderbach
17. [68,81] Kubera, Lampart, Kopeć-Sobczyński, Orwat
18. [69,31] Gruchalski, Trofimow, Wojdyło, Miśkowiak
19. [69,23] Smektała, Szlauderbach, Liszka, Karczmarz
20. [70,24] Rolnicki, Krakowiak, Chmiel, Curzytek

### Bieg dodatkowy
1. [68,82] Kubera, Gruchalski